# Dungiven

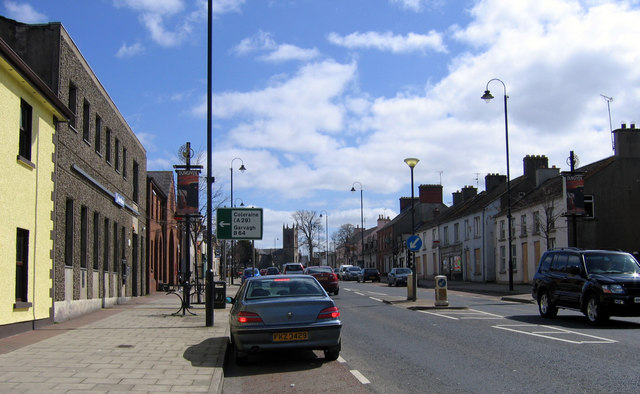
Dungiven.

Dungiven (iriska: Dun Geimhin) är ett samhälle i Causeway Coast and Glens, Londonderry i Nordirland. Samhället ligger vid foten av Sperrinfjällen. År 2001 hade Dungiven 2 993 invånare.
Dungiven grundlades som en fästning åt O'Cahanfamiljen. Ruinerna efter dess fästningsverk är inkorporerat i ett slott från 1800-talet som även det ligger i ruiner. Under bosättningen i Ulster på 1600-talet skänktes den till Skinners' Company.
År 1971 försökte invånarna i Dungiven att upprätta ett eget parlament för Nordirland.

## Dungiven Priory
Strax utanför samhället ligger Dungiven Priory. Det grundlades som ett augustinkloster av O'Cahanfamiljen under 1100-talet. I kyrkan finns graven efter Cooey na Gall O'Cahan som avled år 1385. Den räknas som en av de finaste medeltidsgravarna i Nordirland. Familjen byggde också ett försvarstorn i den västra änden av kyrkan. Senare, då Skinners' Company ägde samhället, blev detta utvidgat till en två och en halv våning hög herrgård som beboddes av Sir Edward Doddington.
Kyrkan har inte använts sedan år 1711, men det kommer ofta pilgrimer till platsen. Utanför kyrkan står en ihålig sten, från början en kvarnsten som användes av munkarna, och det hänger ofta tygstycken i trädet ovanför stenen.